# سیارک ۱۲۰۰۵
سیارک ۱۲۰۰۵ (به انگلیسی: 12005 Delgiudice، نامگذاری:1996KA3) دوازده هزار و پنجمین سیارک کشف شده‌است که در ۱۹ مه ۱۹۹۶ کشف شد.
قدر مطلق سیارک برابر ۳۷.۱ است.